# Prieuré Notre-Dame et Saint-Jean-Porte-Latine de Badeix
Le prieuré Notre-Dame-et-Saint-Jean-Porte-Latine de Badeix est un ancien monastère français de l'ordre de Grandmont situé à Saint-Estèphe, en Dordogne.

## Localisation
Le prieuré Notre-Dame-et-Saint-Jean-Porte-Latine de Badeix se situe dans le nord du département de la Dordogne, dans le parc naturel régional Périgord-Limousin, dans le Nontronnais, sur la commune de Saint-Estèphe, trois kilomètres au nord du bourg, au lieu-dit Badeix.

## Historique

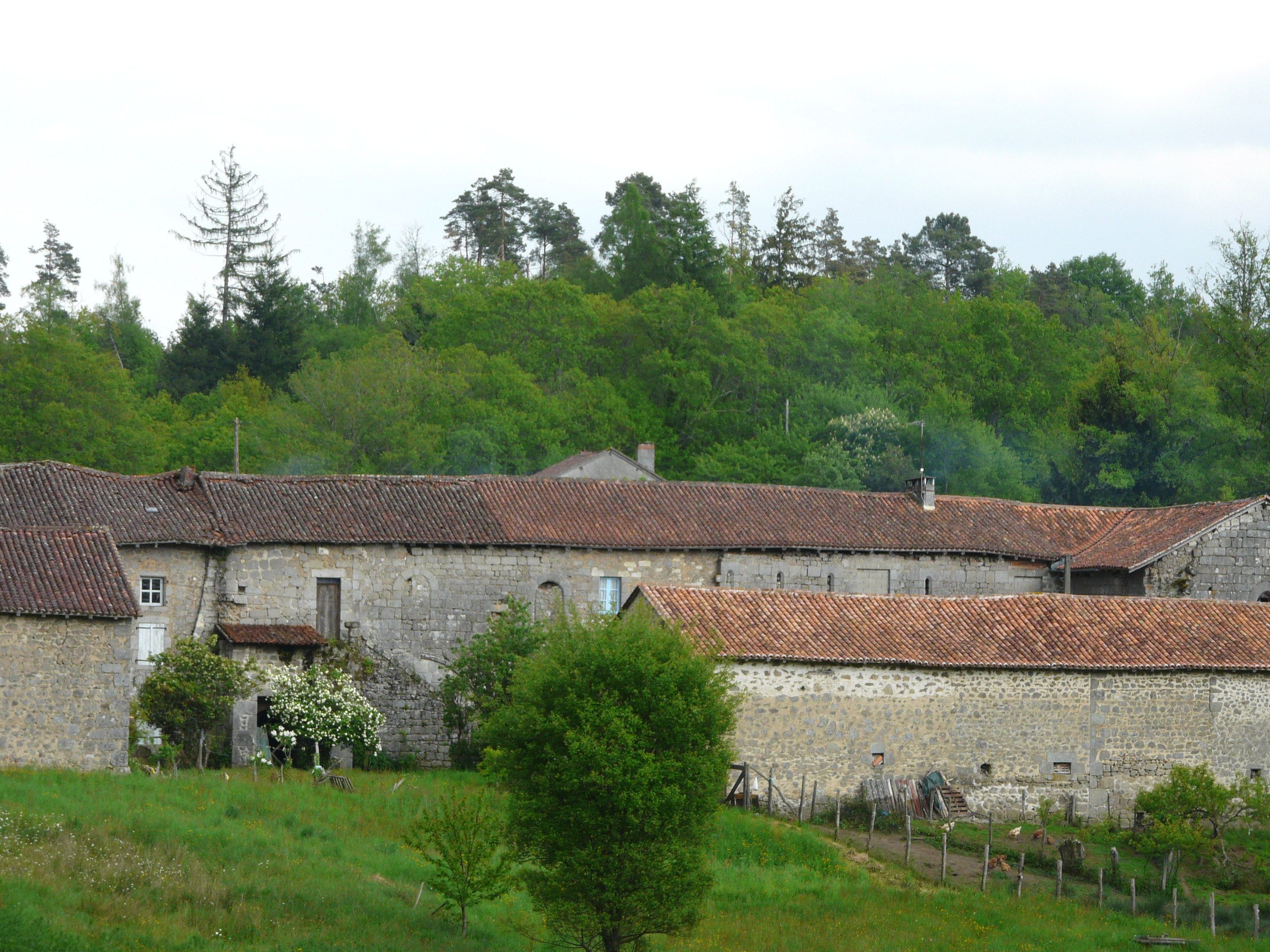
Vue de l'ancien prieuré.

Le prieuré a été fondé dans la seconde moitié du XIIe siècle par un donateur inconnu. L'église est dédiée à Notre-Dame et à saint Jean de la Porte-Latine, c'est-à-dire saint Jean, apôtre et évangéliste. Quatre clercs habitent la celle (l'ermitage) en 1295. Dans sa réforme de 1317, le pape Jean XXII impose à l'ordre d'ériger Grandmont en abbaye à la tête de prieurés et il regroupe les monastères jugés trop nombreux et peu rentables. Il unit ainsi le prieuré de Badeix au prieuré Notre-Dame de Ravaud, situé à Aussac, au nord d'Angoulême. Quand au XVIIe siècle le prieuré de Ravaud tombe en ruines, les frères se retirent alors à Badeix, en meilleur état.
La mise en commende de l'ordre a entraîné le relâchement de la discipline. Cependant, Charles Frémon (1611-1689), abbé de Grandmont, introduit la constitution d'une étroite observance en 1625, mais qui est peu suivie.
En 1716, le prieur de Badeix, René-François de La Guérinière, est élu abbé général de l'ordre de Grandmont. Jean-François de Giboust de Chastelux, prieur de Badeix, meurt de neuf coups de couteau en 1752 à l'abbaye Notre-Dame de Peyrouse, à Saint-Saud. Le dernier prieur de Badeix est dom Gaspard-Thyrse Mathieu de La Gorce (1724-1805, entré en septembre 1745 dans l'ordre de Grandmont, docteur en théologie) à partir de 1766. Il ne réside qu'occasionnellement dans le prieuré, qui n'est plus occupé à partir de 1776. Le prieur afferme le domaine à François Villariaud. Le moulin du prieuré est affermé à Jean Peletingeas en 1785.
La celle de Badeix a été unie par lettres patentes du 24 février 1769 au siège épiscopal de Limoges. Le procureur-syndic de l'abbaye a présenté un appel pour abus en septembre 1772.
L'ordre de Grandmont est supprimé par la commission des réguliers et uni à l'évêché de Limoges en 1781.
Le prieuré est vendu comme bien national le 26 mai 1791 à Guillaume Vallade aîné. Le prieur, dom Gaspard de La Gorce, est arrêté en 1792 pour avoir refusé de prêter serment. Il n'est libéré qu'après le concordat de 1801. Nommé curé de Bessines, il meurt le 6 août 1805 à l'hospice de Limoges dans sa quatre-vingt-deuxième année.
Le prieuré est transformé en simple exploitation agricole. C'est aujourd'hui une propriété privée qui ne se visite pas, divisée en trois propriétés différentes.

## Classement
Les restes du prieuré ont été inscrits au titre des monuments historiques le 18 juin 1938.

## Description

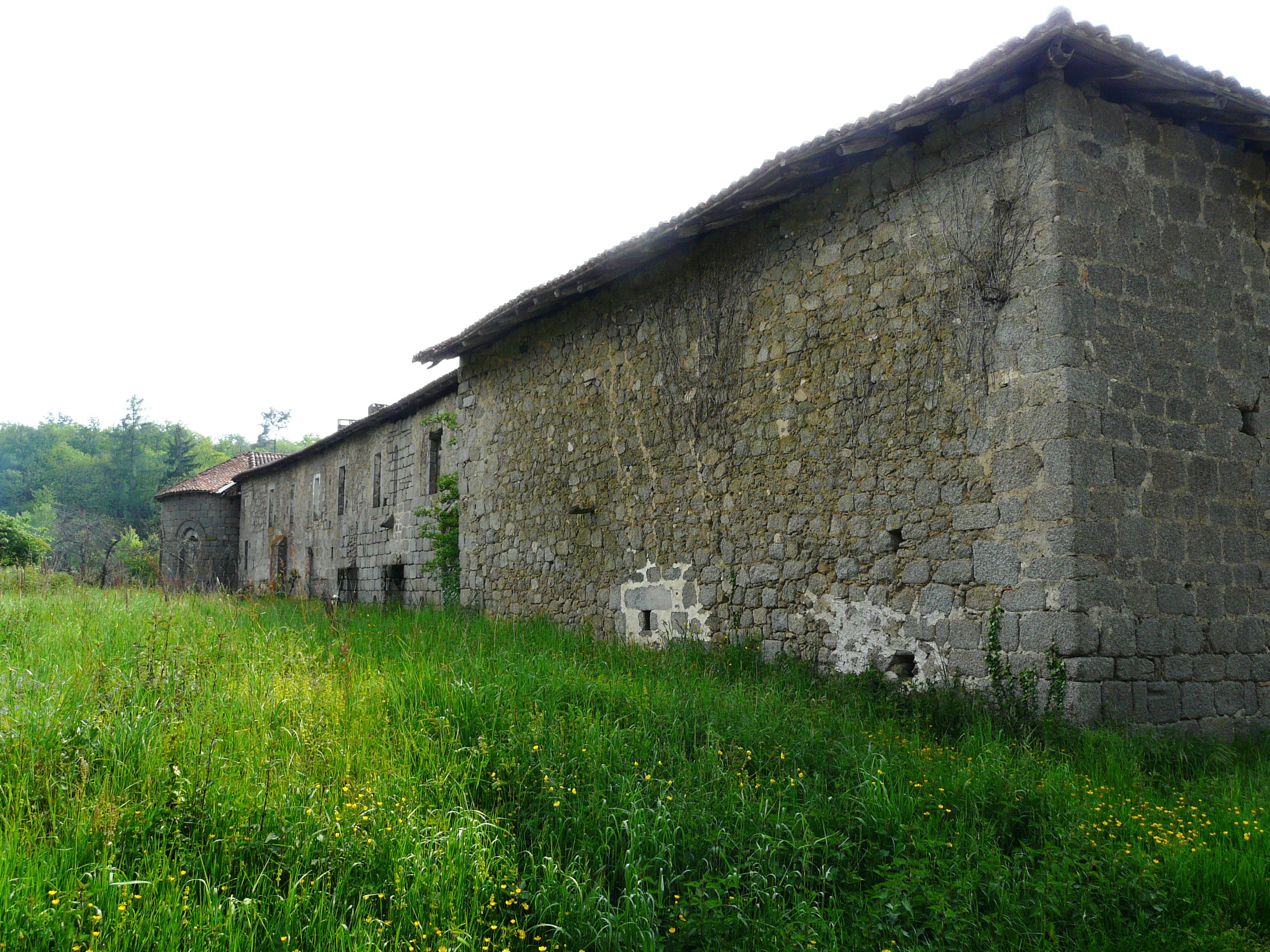
Le côté oriental du prieuré avec au fond le chevet de l'église.

L'église à nef unique sert de grange mais son chœur en cul-de-four a conservé son triplet de lancettes à double voussure à claveaux, mais celles-ci sont murées. Dans l'abside, côté sud, les deux piscines caractéristiques des édifices grandmontains ont été préservées. Le bâtiment a été écourté (18 mètres de long pour 6 mètres de large) au XVIIe siècle par la suppression de deux travées sur quatre et la voûte s'est écroulée à la fin du XIXe siècle et a été remplacée par une simple charpente plate.
La salle capitulaire dans le bâtiment oriental comporte deux colonnes à lourds chapiteaux, remarquables par l'épaisseur de leur tailloir, qui soutiennent six travées en voûtes d'arêtes, mais elle est aujourd'hui cloisonnée et l'on ne peut pas bien observer les faux arcs formerets aux murs. Au-dessus se trouve l'ancien dortoir, aujourd'hui partagé en chambres et pièces d'habitation. Dans l'une de ces chambres, une fresque polychrome dite « aux oiseaux » subsiste. La salle des moines, ou cellier, est voûtée en berceau brisé et éclairée de deux fenêtres à l'est.
Les autres bâtiments ont disparu.